# Labortà
Labortà (en basc lapurtera) és un dialecte del basc parlat a la regió de Lapurdi (llevat d'Uztarotze i Lekuine, on es parla baix navarrès) i a una petita porció de Navarra (Urdazubi i Zugarramurdi), comunicats amb la resta de Lapurdi pel port d'Otsondo. Es divideix en dos sotsdialectes:
- Behe Berea (propi), amb les varietats de Sara (el 90% de la població[1]), Ainhoa (65%) i Donibane Lohizune (44%)
- Nahasi (híbrid), a Arrangoitze i Zugarramurdi.

En la classificació dialectal proposta per Koldo Zuazo els dialectes labortà i baix navarrès en formen un de sol: el denominat dialecte navarrès-labortà.

## Història
En els inicis de la literatura basca aquest dialecte fou emprat com a llengua literària (Pedro de Axular, Joannes Leizarraga), fins que fou desplaçat per altres varietats, i des del 1968, per l'euskera batua, malgrat l'oposició d'autors com Federico Krutwig o Jon Mirande.

## Característiques
- L'ablatiu plural és -etarik lagunetarik, latzetarik
- Compta amb els adverbis propis nehoiz (inoiz) nehon (inon) nehola (inola)

## Vocabulari Comparat
| Labortà (Urdazubi/Zugarramurdi) | Baix navarrès (Luzaide) |
| ------------------------------- | ----------------------- |
| Aalkea                          | Ahalgia                 |
| Ilea                            | Bilua/ilia              |
| Begarria/bearria                | Beharria                |
| Lanoa/lainoa                    | Lanhoa                  |
| Ordua/orena                     | Orena                   |
| Bortz/borst                     | Bost                    |
| Lauetanogoi/lauogoi             | Lauetanogoi             |
| Ongi etorri                     | Ontsa jin               |